# LGBT práva na Barbadosu

Duhová mapa Barbadosu

Lesby, gayové, bisexuálové a translidé (LGBTQ+) se na Barbadosu mohou setkávat s právními komplikacemi neznámými pro většinové obyvatelstvo. Stejnopohlavní sexuální aktivita je zde od prosince 2022 zcela legální.

## Právní rámec a stejnopohlavní soužití
Jakékoliv orální či anální aktivity mezi stejnopohlavními i heterosexuálními jedinci jsou zakázány dle odst. 154 zákona o sexuálních deliktech, který kriminalizuje tyto aktivity buď mezi 2 muži nebo mezi ženou a mužem (tzn. že ženská homosexualita je de iure legální). V případě porušení hrozí trest odnětí svobody až 10 let, když je trestný čin spáchán na osobě starší 16 let nebo vůči ní. V případě tzv. buggery (označení pro anální pohlavní styk) hrozí dokonce doživotí.
V roce 2018 organizace Human Rights Watch vydala prohlášení vyzývající barbadoskou vládu, aby zrušila své zákony proti sodomii a legalizovala homosexualitu. Vláda odpověděla tím, že vnější organizace chtějí podlomit její moc a chtějí nastolit stejnopohlavní manželství. Organizace naopak její prohlášení označila za “levný politický trik“ jak si udržet konzervativní voliče a připomněla diskriminaci LGBT osob na Barbadosu.
Když v roce 2018 zrušili Trinidad a Tobago a Belize zákony proti sodomii, tak LGBT aktivisté na Barbadosu se radovali z těchto činů a volali po tom samém i na Barbadosu. Zákony vůči sodomii však pocházejí již z koloniálních dob a barbadoská ústava obsahuje tzv. klauzuli o úsporách, která chrání zákony z koloniální éry před ústavním přezkumem a není tudíž možné jej běžnou legislativní cestou zrušit. Toto brání další cestě k legalizaci homosexuality a aktivisté na to poukazují.
Anglikánský biskup z Barbadosu, stejně jako katolická církev, vystoupili v opozici vůči zákonu o tzv. buggerech a uvedli, že zatímco se morálně staví proti homosexualitě, tak vlády musí respektovat práva všech osob, včetně LGBT lidí. Na druhou stranu některé fundamentalističtější, extrémističtější a nábožensky fanatické skupiny napadly LGBT aktivisty a LGBT lidi v širším měřítku. Patří mezi ně Církev Nového zákona, která učinila věcně nesprávné a nevědecké komentáře týkající se sexuální orientace a tvrdila, že heterosexualita, homosexualita a bisexualita jsou otázkou volby a tvrdila, že by měla být podporována diskriminace LGBT lidí.
Barbados neuznává stejnopohlavní manželství ani jinou právní formu stejnopohlavního soužití. To samé latí i u nepovolení adopce dětí stejnopohlavními páry.
V srpnu 2020 vydal barbadoský parlament novelu zákoníku práce, který chrání osoby před diskriminaci na základě pohlaví, sexuální orientace, rodinném stavu či stavu domácího partnerství. Ovšem není zahrnuta genderová identita, jak poukázala aktivistka Alexa D.V. Hoffmann.
V prosinci 2022 barbadoský nejvyšší soud vydal verdikt, který upovažuje kriminalizaci stejnopohlavních soužití za nelegitimní.

## Životní podmínky

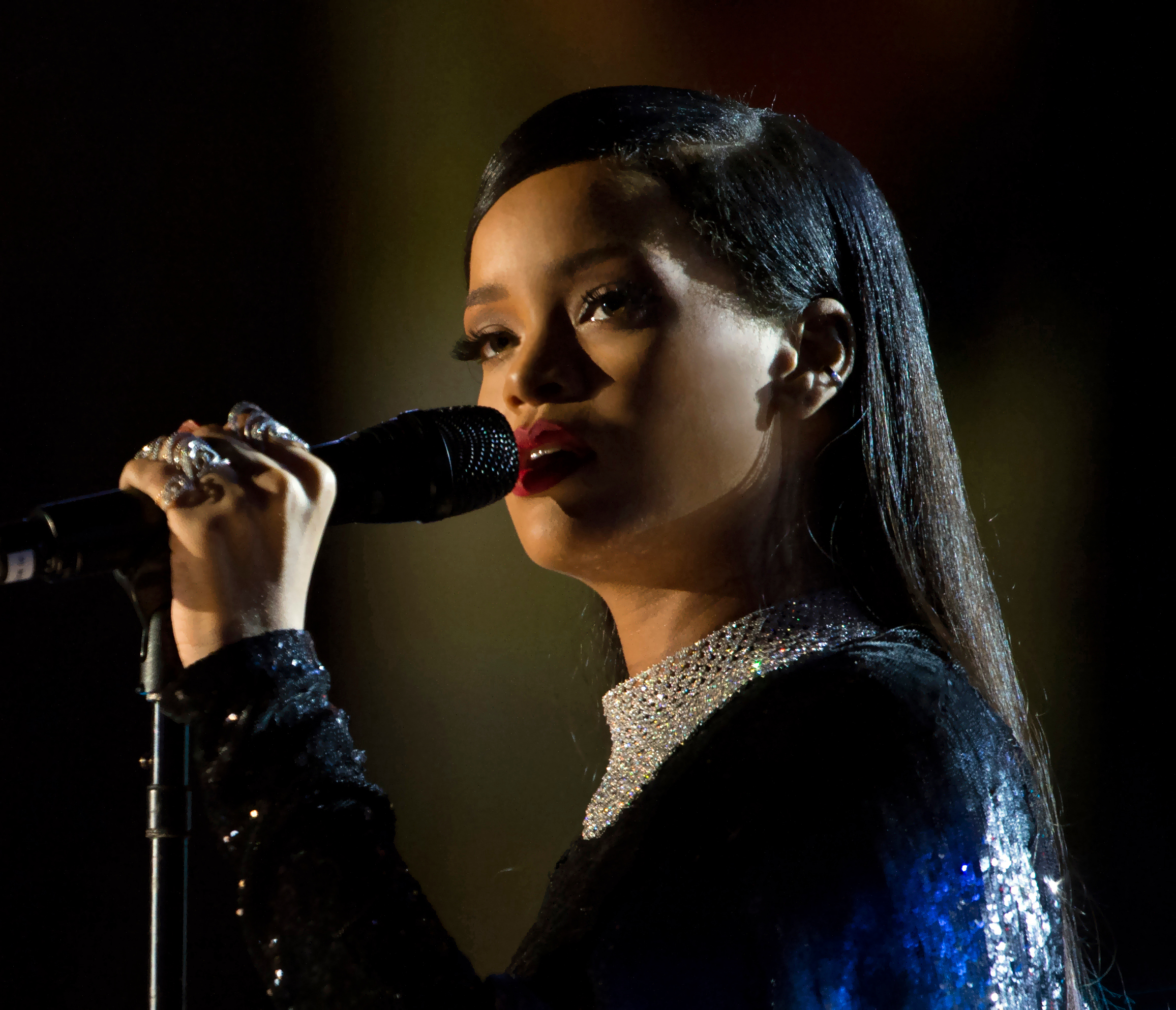
Rihanna je jednou ze zastánkyň rovných práv LGBT

Barbadoská společnost je stále založena na konzervativních pohledech z koloniálního období, ale jsou z průzkumů vidět náznaky zvýšení míry tolerance. Průzkum společnosti CADRES z r. 2016 ukázal, že až 67 % obyvatel se cítí jako tolerantních vůči LGBT komunitě a 82 % se staví negativně vůči diskriminaci na základě odlišné sexuální orientace.
Již v roce 2013 vznikla organizace Barbados Gays, Lesbians and All-Sexuals Against Discrimination založená aktivisty Donnya Piggottovou a Ro-Ann Mohammedem jako možnost otevřeně a veřejné mluvit o LGBT komunitě a jejích problémech.
V roce 2017 uspořádalo několik jedinců první malý pochod hrdosti a r. 2018 se konal v hlavním městě Bridgetownu větší pochod hrdosti (cca 120 účastníků) na Rihanna Drive.
Mezi propagátorku práv LGBT jedinců na Barbadosu patří i barbadosko-americká zpěvačka Rihanna.
Samotná prezidentka Sanda P. Mason se vyjádřila velmi kladně k LGBT komunitě tím, že “udělá vše proto, aby dala této komunitě stejná práva a vyvrátila kontroverze“. Barbadoská vláda i z důvodu postupného dekriminalizaci homosexuality či schvalování stejnopohlavních manželství, vč. USA, přijal Barbados mnoho evangelikálních reformních kněží, kteří však byly místními obviněni ze šíření LGBT propagandy.

## Souhrnný přehled
| Legální věk způsobilosti k pohlavnímu styku                                             | (legální od 2022) |
| Stejný věk legální způsobilosti k pohlavnímu styku pro obě orientace                    | No                |
| Anti-diskriminační zákony v zaměstnání                                                  | (2020)            |
| Anti-diskriminační zákony v přístupu ke zboží a službám                                 | No                |
| Anti-diskriminační zákony v ostatních oblastech (homofobní urážky, zločiny z nenávisti) | No                |
| Stejnopohlavní manželství                                                               | (navrženo)        |
| Jiná forma stejnopohlavní soužití                                                       | (navrženo)        |
| Adopce dítěte partnera                                                                  | No                |
| Společná adopce dětí stejnopohlavními páry                                              | No                |
| LGBT osoby smějí otevřen sloužit v armádě                                               | No                |
| Možnost změny pohlavního styku                                                          | No                |
| Přístup k umělému oplodnění pro lesbické ženy                                           | Yes               |
| Náhradní mateřství pro gay páry                                                         | No                |
| MSM smějí darovat krev                                                                  | No                |